# Aeroportul General Bernardo O'Higgins
Aeroportul General Bernardo O'Higgins (IATA: YAI, ICAO: SCCH) este un aeroport din Regiunea Biobío, Chile ce deservește zona Chillán. Aeroportul a fost tranzitat în 2022 de 6 pasageri.
Situat la o altitudine de 151 m, aeroportul dispune de 1 pistă.

## Infrastructură

### Piste
Aeroportul dispune de o singură pistă. Pista 04/22 are suprafața de asfalt. 